# Л’Иль-Верт (Квебек)
Л’Иль-Верт (фр. L'Isle-Verte) — город в провинции Квебек в Канаде, в регионе Низовье Святого Лаврентия. В 2014 году в городе проживало 1467 человек.

## Географическое положение
Л’Иль-Верт находится в 230 км к северу-востоку от Квебека. Муниципалитет расположен в региональном муниципалитете Ривьер-дю-Лу.

## История
Название «Зелёный остров» (фр. Isle-Verte) было введено Самюэлем де Шампленом в 1621 году. Это название зафиксировано и в Реляции иезуитов. Это же имя было дано почтовому отделению, которое открылось в 1831 году. Муниципалитет с таким названием был создан в 1845 году. В 1855 году название было изменено на Сен-Жан-Батист-де-Иль-Верт и муниципалитет стал приходом. В 1952 году был создан муниципалитет Сен-Жан-Батист-де-Иль-Верт, в 1955 году — муниципалитет Л’Иль-Верт. 9 февраля 2000 года муниципалитет Л’Иль-Верт и муниципалитет Сен-Жан-Батист-де-Иль-Верт объединились в муниципалитет Л’Иль-Верт.

## Население
Согласно переписи населения 2011 года, в Л’Иль-Верт проживали 1469 человек. Средний возраст — 50,0 лет. 14,0 % населения города составляли дети младше 14 лет, 3,8 % — население от 15 до 19 лет, 19,8 % — от 20 до 39 лет, 30,7 % — от 40 до 59 лет, 32,8 % — люди старше 65 лет. Из 1265 человек старше 15 лет, 450 состояли в официальном браке, 305 — в гражданском браке, 295 никогда не были женаты. В Л’Иль-Верт 615 домашних хозяйств и 415 семей, среднее количество человек в семье — 2,7 человека, в домашнем хозяйстве — 2,2. У 98,9 % населения единственным родным языком является французский, только 0,7 % населения признали английский язык единственным родным.
Динамика населения:
| 1991 | 1996 | 2001 | 2006 | 2011 | 2014 |
| ---- | ---- | ---- | ---- | ---- | ---- |
| 1013 | 1567 | 1519 | 1464 | 1469 | 1467 |